# 烏大經
烏大經（？—1804年），陝西西安府長安縣人，清朝軍事人物。

## 生平
初由武進士授三等侍衛，後被任命為山東德州營參將。1774年（乾隆三十九年），王倫在山東叛亂，兵臨臨清城下。烏大經協助守城，力戰守住了城池，戰功最多。乾隆帝特意嘉獎他，升為臨清副將。歷任江西南贛鎮總兵、貴州古州鎮總兵、廣西提督，後調任雲南提督。
1788年（乾隆五十三年），烏大經率領雲貴兵，跟隨孫士毅征討安南。行至中途，孫士毅大軍已攻破其首都昇龍（今越南河內市）。後率雲貴兵攻佔安南的山西。翌年春，清朝大軍遭到西山軍阮惠的偷襲，大敗退回境內。烏大經知孫士毅戰敗，也率雲貴兵退回境內，全師而返。不久因母親逝世，辭去官職回鄉守孝。後任甘肅提督，又調任雲南提督。
1799年（嘉慶四年），僧人銅金聯同孟連土司勾結野倮、勐勐土司及緬甸的貢榜王朝發動叛亂。烏大經與總兵蘇爾相一起率軍圍剿，連破緬甸邊境數寨。次年，雲貴總督書麟視察，採納烏大經的計策夾擊叛軍，成功平叛。
1802年（嘉慶七年）入京覲見。恰巧此時雲南維西的傈僳族發動叛亂。烏大經立即回到雲南，與總兵書成一起圍剿，擒其首領恆乍绷而歸。1804年（嘉慶九年）病逝。